# ブルワーカー

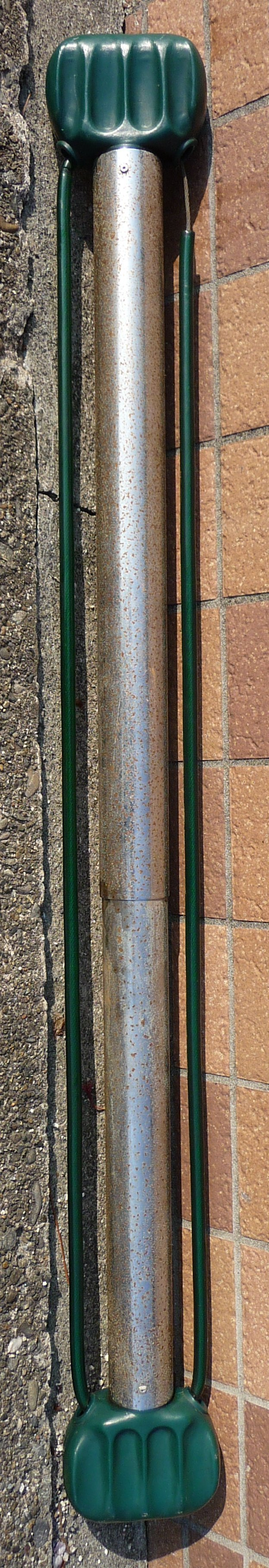
1960年代のブルワーカー

ブルワーカー (Bullworker)は、筋力トレーニングで使用されるスポーツ器具である。

## 沿革
ドイツ出身のトレーニングジム経営者ガート・ケルベル（Gert F. Kölbel、1933年11月23日生）によって発明され、特許も取得。1963年から販売され、ヨーロッパ、アジア、アメリカで販売され続けている。

## 設計
オリジナルのブルワーカーは、2つの袖、中心にスプリング内蔵の収縮性のシリンダ、両端にハンドグリップが取り付けられている。2つの対になったケーブルは、両端にあるハンドグリップにつながっている。
交換用ナイロンストラップ付属ケーブルを含む、いくつかの改善を施されたが、基本的な構造は変っていない。

## 作動
エクササイズは、シリンダーを内側へ押しこんだり、ケーブルを外側へ引っ張ったりして行う。スプリングの圧縮により、任意の抵抗を作り出し、圧力が解放され、ブルワーカーを元の位置に戻す。
アイソメトリック・トレーニングによるエクササイズを、ケルベルのものは26種類のエクササイズが、福発メタル社のものは40種類のエクササイズが可能である。

## 日本での展開
日本では福発メタルが製造と販売、また系列会社である福発メタル東京も販売、株式会社PIOがブランド管理をしている。かつては販売を日本メール・オーダーがしていた。
50年以上に亘って、 少年雑誌等での広告を通して通信販売され、特に80年代に掲載された、漫画形式の広告が有名である。
ある生徒が、自身のひ弱さを馬鹿にされて自信を無くしていたところへ、ブルワーカーのお陰でたくましくなった友人が現れる。その友人の紹介で、14日間の無料試用を申込み、トレーニングを行ったところ、見事たくましくなり、自信を取り戻すという内容。
「まったく簡単だ」というコピーも有名になった。
一時期、長州力をイメージキャラクターに起用し、広告展開していたこともある。